# Гадающая Светлана
«Гада́ющая Светла́на» — картина русского художника Карла Павловича Брюллова, написанная в 1836 году, на сюжет баллады В. А. Жуковского «Светлана». Единственное полотно художника, созданное на тему русского национального быта. Картина написана маслом на холсте размером 94 × 81 см. Хранится в Нижегородском государственном художественном музее.

## История картины
В конце лета 1835 года картина Брюллова «Последний день Помпеи», принёсшая ему славу, прибыла из Италии, где была написана, в Петербург. Полотно произвело впечатление на императора Николая I, и тот пожаловал Брюллову должность профессора в академии художеств и немедленно вызвал его в столицу. Художник на тот момент находился в Контанстинополе, и, получив распоряжение государя, сразу направился в Петербург. Поездка его проходила через Москву, куда он прибыл 25 декабря 1835 (6 января 1836) года. В Москве художник задержался на полгода, жил у А. Перовского, для которого и написал «Гадающую Светлану» за время своего пребывания в городе. Приезд художника совпал с кануном святок, и Брюллову удалось наблюдать обряд гадания в доме Перовского, что помогло придать картине «жизни».
До Революции картина находилась в коллекции В. П. Орлова-Давыдова. После неё была передана Нижегородскому государственному художественному музею, где хранится по настоящее время. Текущий статус сохранности: удовлетворительный.

## Сюжет
Вот красавица одна;

К зеркалу садится;

С тайной робостью она

В зеркало глядится;

Темно в зеркале; кругом

Мёртвое молчанье;

Свечка трепетным огнем

Чуть лиет сиянье…
На картине изображена сцена святочного гадания. Спиной к зрителю сидит девушка с русой косой в кокошнике и русском сарафане. Перед ней на столике стоят горящая свеча в высоком подсвечнике и фигурное зеркало, в которое героиня испуганно и напряжённо вглядывается, в надежде увидеть в отражении суженого. Сюжет был навеян популярной в то время балладой В. А. Жуковского «Светлана».

## Художественные особенности
Брюллову удалось передать романтический мистицизм, в духе которого была написана оригинальная баллада. В подтексте картины зеркало угадывается как символ связи с потусторонним миром; отражение в зеркале — как двойственность толкования, свойственная романтизму; а сама сцена гадания — как желание выйти за пределы реальности. Это единственное полотно Брюллова, созданное на тему русского национального быта. Картина написана маслом на холсте размером 94 × 81 см.
В целом, картина является иллюстрацией не столько к конкретному эпизоду баллады, сколько к некоему поэтическому образу гадающей девушки, который укрепился в общественном сознании на волне успеха произведения. Сам Жуковский называл художника Карлом Великим в знак признательности за написание картины. К слову, это не единственная иллюстрация Брюллова к сочинениям Жуковского. В 1839—1843 годах художник работал над картиной «Пери и ангел» на сюжет одноимённой баллады поэта.

## Критика
Картина вызвала живой отклик в Москве, где жил тогда художник. Иван Дмитриев поспешил написать об этом П. Свиньину: «Он написал здесь… для Перовского небольшую картину, представляющую пригожую девушку в простонародной русской одежде». Шаликов напечатал по этому поводу в «Московских ведомостях» стихи:

Брюллову, написавшему молодую девушку в русском платье перед зеркалом

Склони чело, друг гения, пред тем,

Кто творческим господствуя искусством,

Бездушное вдруг наделяет всем — 

И жизнию, и красотой, и чувством.